# Ferrocarril eléctrico del cerro Santa Lucía
El ferrocarril eléctrico del cerro Santa Lucía fue un servicio ferroviario urbano existente en el cerro Santa Lucía de Santiago de Chile entre 1902 y 1910. Consistió en un ferrocarril eléctrico de cremallera, siendo uno de los primeros de su tipo en el mundo, y el primero en el hemisferio sur.

## Historia

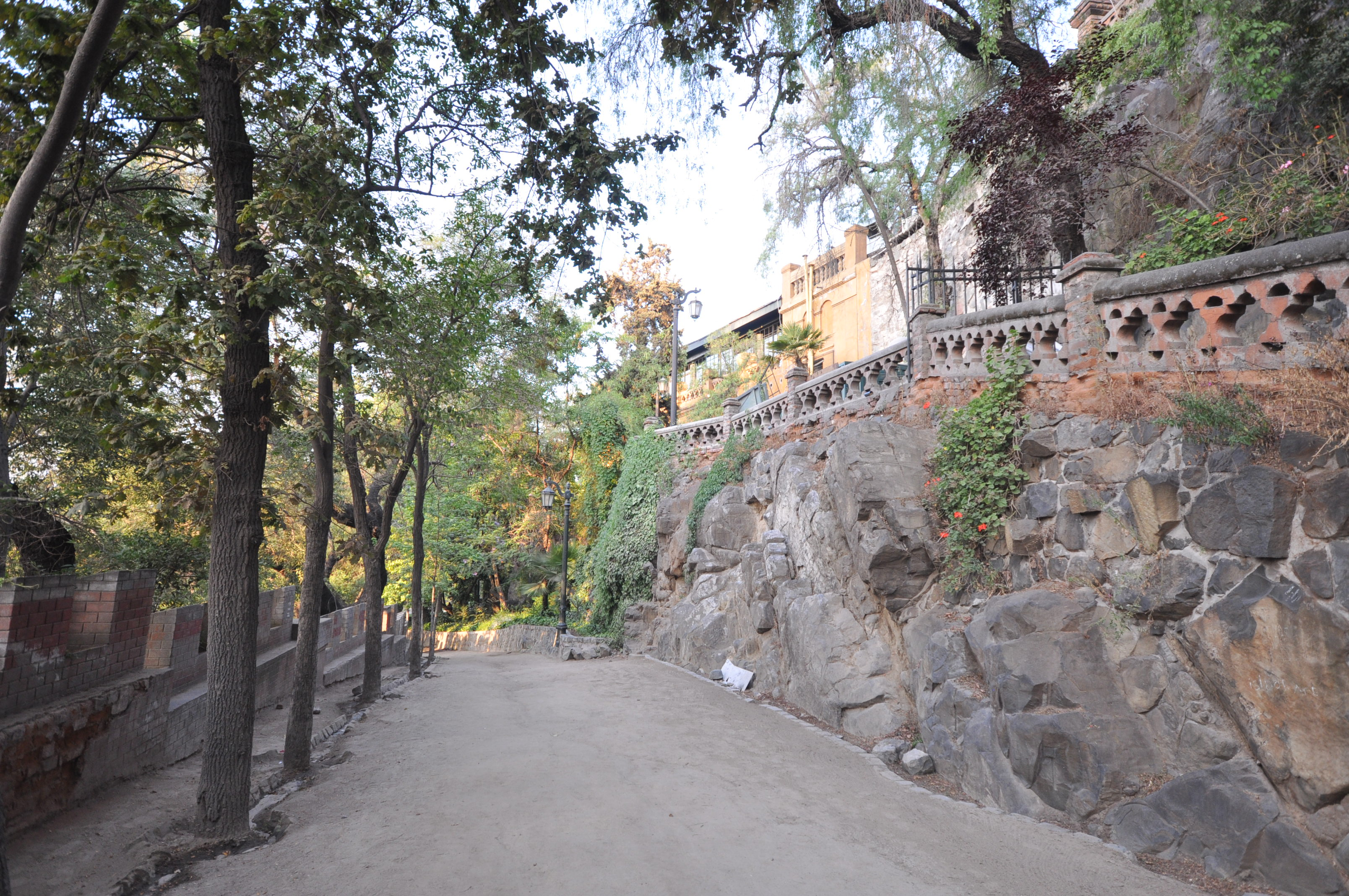
Camino del Ferrocarril, sendero que utiliza el antiguo trazado del tren eléctrico en el cerro.

El servicio del ferrocarril eléctrico en el cerro Santa Lucía fue construido por la empresa alemana Allgemeine Elektricitäts-Gesellschaft (AEG) mediante encargo de la Chilean Electric Tramway and Light Company y el empresario Lorenzo Lalloni —arrendatario del cerro y empresario dueño del teatro ubicado en el lugar— desde fines de 1901. Inició sus operaciones al público el 11 de enero de 1902, transportando 120 personas hasta el teatro ubicado en las alturas del cerro, donde fue estrenada la obra «El vendedor de pájaros». Utilizaba el sistema de cremallera Abt y recibía alimentación eléctrica a través de una catenaria que era enlazada mediante un poste ubicado en la cabina del conductor.
El trazado era de aproximadamente 500 metros por la ladera oeste del cerro, y a mitad de camino —a la altura del Castillo Hidalgo— presentaba una inversión de vías para continuar el trayecto hacia la parte superior del cerro. Entre las ventajas del ferrocarril eléctrico estaba facilitar el acceso de los asistentes al teatro ubicado en la parte alta del cerro Santa Lucía, que había sido inaugurado en 1886. El pasaje en el ferrocarril tenía un valor de 10 centavos para los pasajeros adultos, mientras que era gratuito para quienes poseían boletos de acceso a alguna función del Teatro.
El ferrocarril eléctrico finalizó sus servicios el 30 de abril de 1910; ese mismo año el teatro del cerro Santa Lucía también cerró sus puertas. El 4 de junio del mismo año la línea fue rematada, siendo adquirida por Roberto Téllez por la suma de 13 000 pesos de la época. El trazado del tren fue reemplazado por un sendero peatonal, conocido como «Camino del Ferrocarril» y que conecta la base del cerro con la Terraza Caupolicán.

## Material rodante
Cada uno de los dos carros motores poseía un carro remolque abierto, con cortinas a ambos costados, que permitía cubrir a los pasajeros del sol en verano. Cada carro poseía una capacidad de 38 pasajeros sentados, y realizaban el recorrido completo, desde la base del cerro hasta el Teatro, en 4 minutos. La alimentación de los carros provenía de una central eléctrica ubicada en la estación Providencia, que poseía una turbina Hércules de 60 caballos de fuerza.